# Giorgio Paganin
Giorgio Paganin (Asiago, 24 aprile 1962) è un ex pattinatore di velocità su ghiaccio italiano.

## Biografia
Nato nel 1962 ad Asiago, in provincia di Vicenza, è fratello di Giovanni Paganin, anche lui pattinatore di velocità su ghiaccio, partecipante alle Olimpiadi di Lake Placid 1980.
A 21 anni ha partecipato ai Giochi olimpici di Sarajevo 1984, in 3 gare: nei 500 m è arrivato 33º con il tempo di 40"54, nei 1000 m 32º in 1'20"89 e nei 1500 m 35º in 2'04"97.
Si è ritirato nel 1985, a 23 anni.